# Organizație fără scop lucrativ
O organizație fără scop lucrativ (desemnată uneori și drept organizație non-profit) este o entitate al cărei scop nu este obținerea de beneficii economice. Acestea pot lua forma juridică de asociație, fundație sau federație, dar numai dacă fondurile acestora sunt utilizate pentru o activitate de interes general, comunitar sau nonpatrimonial.
Organizațiile fără scop lucrativ își aduc în principal contribuția la susținerea activităților comunitătilor locale, regionale sau internaționale. Pe plan internațional organizațiile cunoscute au putere de lobby, de influență în sfera politică sau economică sau cel puțin de atragere a atenției și a interesului public asupra unor situații sau proiecte.  Arhivat în 1 aprilie 2009, la Wayback Machine.
Pe plan local sau regional ele se preocupă în principal de susținerea comunității locale, crearea de oportunități pentru întărirea spiritului comunitar sau de cele mai multe ori de desfășurarea de activități de caritate. 
O asfel de organizație poate îndeplini sarcini complexe și aduce multe beneficii. Personalul unei astfel de organizații prin metode de comunicare reușește să se implice și să obțină sume de bani ce ajută organizația, precum participări la diferite proiecte pentru a câștiga diferite finanțări naționale și internaționale. Fondurile astfel strânse sunt utlizate pentru îmbunătățirea serviciilor, obținerea unui sediu, organizarea de concursuri, excursii, precum și crearea de medii de comunicare, cum ar fi pagină web și/sau blog al organizației.
Voluntarii sunt o resursă importantă pentru organizațiile fără scop lucrativ. Ei pot ajuta personalul plătit în îndeplinirea sarcinilor complexe, pot aduce un plus de valoare servicilor pe care le oferă beneficiarilor, pot ajuta să se ajungă la mai mulți colaboratori. Iată o listă de activități în care voluntarii spun că se implică și o listă de beneficii ale implicării voluntarilor pe care organizațiile le identifică.
Activități pe care le desfășoară voluntarii în organizații:
- Lucrul cu beneficiarii
- Activități educative/culturale/recreative
- Organizare evenimente
- Administrative birou
- Redactare documente
- Strângere de fonduri
- Management/coordonare
- Comunicare/relații publice
- Campanii publice
- Cercetare și/sau anchete sociale
- Activități de ecologie și turism
- Întreținere bunuri
- Coordonare voluntari

Beneficiile organizației datorate implicării voluntarilor:
- Eficientizarea muncii
- Creșterea calitativă în ceea ce privește resursele umane
- Atingerea scopurilor propuse
- Creșterea calității și acoperirii serviciilor
- Realizarea programelor propuse
- Promovarea imaginii organizației
- Reducerea costurilor
- Atragerea de noi membri